# Langsat Hulu
Langsat Hulu is een bestuurslaag in het regentschap Kuantan Singingi van de provincie Riau, Indonesië. Langsat Hulu telt 2747 inwoners (volkstelling 2010).